# Jean Valet
Jean Valet (ur. 5 marca 1923 w Ixelles – zm. 4 października 1984) – belgijski piłkarz grający na pozycji obrońcy. Był reprezentantem Belgii.

## Kariera klubowa
Całą swoją piłkarską karierę Valet spędził w klubie RSC Anderlecht, w którym zadebiutował w sezonie 1941/1942 w pierwszej lidze belgijskiej i grał w nim do 1954 roku. Z Anderlechtem wywalczył pięć tytułów mistrza Belgii w sezonach 1946/1947, 1948/1949, 1949/1950, 1950/1951 i 1953/1954 oraz trzy wicemistrzostwa w sezonach 1943/1944, 1947/1948 i 1952/1953.

## Kariera reprezentacyjna
W reprezentacji Belgii Valet zadebiutował 11 kwietnia 1951 w przegranym 4:5 towarzyskim meczu z Holandią, rozegranym w Amsterdamie. Był to jego jedyny mecz w kadrze narodowej.